# Christianus Druve

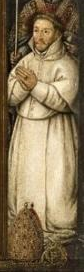
Christianus Druve, fragment portret

Christianus Druve (Nieuwpoort, 1573 - Veurne, 25 september 1636) was van 1616 tot aan zijn dood de 44ste abt van de Sint-Niklaasabdij in Veurne.

## Levensloop
Christianus Druve trad binnen in de Sint-Niklaasabdij en sprak in 1591 zijn geloften uit. In 1600 werd hij tot priester gewijd. Hij werd novicemeester en vervolgens subprior.
In 1609 werd hij pastoor in Sint-Joris en in 1612 in de Onze-Lieve-Vrouwekerk in Nieuwpoort.
Op 28 augustus 1616, feest van de heilige Augustinus, werd hij tot abt gewijd. Na zijn overleden werd hij in de abdijkerk voor het hoogaltaar begraven.
Onder zijn beleid werd de abdij grondig en op sierlijke wijze heropgebouwd zoals ook te zien is op de gravures van Antonius Sanderus.
Daarnaast deed hij ook nog grote inspanningen voor het onderwijs in de regio door de oprichting van een college voor de humaniora in Veurne in 1617 en de oprichting van een seminarie voor de studenten van de orde in Dowaai in 1623.